# Teatr Kalte Asche
Teatr Kalte Asche – teatr działający we Wrocławiu w latach 1754–1841.
Wystawiał dramaty, przede wszystkich autorów niemieckich oraz przedstawienia operowe, operetkowe, a także baletowe. W pierwszym półwieczu swej działalności zaliczany był do czołowych teatrów Królestwa Pruskiego. W 1796 r. uzyskał tytuł Teatru Królewskiego.
Scena była własnością prywatną. Założył ją aktor Franz Schuch. W okresie 1804−1806 kierownikiem muzycznym teatru i jego kapelmistrzem był Carl Maria von Weber, pod kierunkiem którego teatr osiągnął najwyższy poziom artystyczny w swej historii. W 1807 kapelmistrzem teatru mianowano Biereya, który piastował tę funkcję do 1828 r.. Jego aktorem był m.in. Karl Eduard von Holtei, występując od 1819 r.
Siedziba teatru znajdowała się przy skrzyżowaniu ulic Ohlauerstrasse (Oławskiej) (numer 36–37) i Taschenstrasse (Piotra Skargi). Pierwotnie był to budynek magazynowy, ale w 1782 r. przebudował go Carl Gotthard Langhans, a w 1796 r. przebudowano go powtórnie.